# Álvaro Fernández (ur. 1998)
Álvaro Fernández Llorente (ur. 13 kwietnia 1998 w Arnedo) – hiszpański piłkarz występujący na pozycji bramkarza w hiszpańskim klubie Sevilla FC oraz w reprezentacji Hiszpanii. Wychowanek Osasuny, w trakcie swojej kariery grał także w takich zespołach, jak AS Monaco II, Extremadura UD, Brentford oraz Espanyol.